# حارة التضامن الجنوبية (الصافية)
حارة التضامن الجنوبية هي إحدى حارات حي الصافية بمديرية الصافية إحد مديريات العاصمة اليمنية صنعاء، بلغ تعداد سكانها 5396 نسمة حسب تعداد اليمن لعام 2004.